# برج شفا عمرو

برج شفاعمرو

برج شفاعمرو واحدٌ من أربعة أبراجٍ أثريّةٍ تم بناءها على 4 تلالٍ في نواحٍ مختلفةٍ من بلدة شفاعمرو شمال فلسطين، بهدف حمايتها من الهجمات، ولكن هذه الأبراج لم يحافظ عليها وهدمت كلها ما عدا هذا البرج في جنوب شفاعمرو، ولكن وضعه اليوم يرثى له.
بناها عام 1768م عثمان من آل زيدان، عندما استولى والده ظاهر العمر الزيداني على عكا زمن العثمانيين؛ بُنيت على بقايا قلعة رومانية من العصور الوسطى.